# شيكو فرنانديز (لاعب كرة قاعدة)
شيكو فرنانديز هو لاعب كرة قاعدة كوبي، ولد في 2 مارس 1932 في هافانا في كوبا، وتوفي في 11 يونيو 2016 في صنرايز في الولايات المتحدة.

## وصلات خارجية
- شيكو فرنانديز (لاعب كرة قاعدة) على موقع دوري كرة القاعدة الرئيسي (الإنجليزية)
- شيكو فرنانديز (لاعب كرة قاعدة) على موقع الدوري الياباني لكرة القاعدة (الإنجليزية)
- شيكو فرنانديز (لاعب كرة قاعدة) على موقعبيزبول رفرنس.كوم (الدوري الرئيسي) (الإنجليزية)
- شيكو فرنانديز (لاعب كرة قاعدة) على موقعبيزبول رفرنس.كوم (الدوري الثانوي) (الإنجليزية)
- شيكو فرنانديز (لاعب كرة قاعدة) على موقع إي إس بي إن.كوم (أم.أل.بي) (الإنجليزية)
- شيكو فرنانديز (لاعب كرة قاعدة) على موقع مشجعي الرسوم البيانية (الإنجليزية)